# The Focusing Blur
The Focusing Blur — пятый студийный полноформатный альбом шведской метал-группы Vintersorg, выпущенный 16 февраля 2004 года лейблом Napalm Records.

## Об альбоме
The Focusing Blur записывался в трёх различных студиях в период с 2002 по 2003 года: в Seven Stars — клавишные (2002—2003), в Ballerina Audio AB — вокал и гитара (июнь 2003), в Toproom Studio — ударные, бас, а также орган Хаммонда Ларса Недланда (сентябрь 2003). Микширование осуществлялось в сентябре 2003 года в Toproom Studio.

## Музыка
Музыка альбома имеет прогрессивный характер, иногда на альбоме используются элементы блэк-метала — скриминг и бласт-бит. Помимо скриминга, используется чистый вокал, который преобладает.

## Список композиций
1. Prologue Dialogue-The Reason - 02:14
2. The Essence - 05:54
3. The Thesis's Seasons - 04:47
4. Matrix Odyssey - 04:39
5. Star Puzzled - 05:48
6. A Sphere In A Sphere ? (To Infinity) - 05:35
7. A Microscopical Macrocosm - 04:37
8. Blindsight Complexity - 04:52
9. Dark Matter Mystery (Blackbody Spectrum) - 05:03
10. Curtains - 04:45
11. Artifacts Of Chaos - 02:37
12. Epilogue Metalogue-Sharpen Your Mind Tools - 02:59

## Участники записи
- Андреас Хедлунд  — вокал, акустическая, ритм- и соло-гитара, клавишные, орган Хаммонда
- Маттиас Марклунд  — ритм- и соло-гитара

### Приглашённые участники
- Асгейр Микельсон — ударные
- Стив ДиДжорджио — безладовый бас
- Ларс Недланд — повествование, орган Хаммонда в композиции «Star Puzzled»